# Sam Weissborn
Tristan-Samuel "Sam" Weissborn (født 24. oktober 1991 i Wien, Østrig) er en professionel tennisspiller fra Østrig.